# 8000 Isaac Newton
8000 Isaac Newton este o planetă minoră (asteroid), cu un diametru de 10,552 km, din centura de asteroizi. A fost descoperită pe 5 septembrie 1986 la Observatorul European Austral de Henri Debehogne și a fost numită după Isaac Newton. 
Obiectul prezintă o orbită caracterizată de o semiaxă mare de 3,0662512 UAi, o excentricitate de 0,08, o înclinație de 9,73694 ° în raport cu ecliptica.